# Mýtne Ludany
Mýtne Ludany (Hongaars: Vámosladány) is een Slowaakse gemeente in de regio Nitra, en maakt deel uit van het district Levice. Mýtne Ludany telt 990 inwoners.

## Grenzende Gemeentes
Mýtne Ludany grenst in het noorden aan de grotere stad Levice en dan vooral aan het stadsdeel Malý Kiar, in het zuidoosten aan de gemeente Hontianska Vrbica, in het westen aan Starý Hrádok en in het oosten aan Santovka

## Geschiedenis
Mýtne Ludany wordt in de geschiedenis voor het eerst genoemd in 1075 onder de naam Villa Ludan, waar de huidige naam van is afgeleid. De gemeente was destijds onderdeel van de landgoederen van de Hongaarse koning en zijn landheren. Op 15 mei 1209, wordt de schenking van de Hongaarse koning Géza I aan de abdij van St. Benedict genoemd in een document van paus Innocentius III, ook al was deze schenking waarschijnlijk voor 1077, het sterfjaar van Géza I. Tijdens deze gebeurtenis werden 5 landhuizen, de fruitboomgaarden en de heggen eromheen geschonken aan de abdij.
Tot het begin van de 14e eeuw hoort Mýtne Ludany bij de Hont (comitaat). Maar in 1321 wordt het dichtbij zijnde Kasteel van Levice, eigendom van koning Karel I Robert van Hongarije van het Koninkrijk Hongarije. Hij schonk het kasteel aan zijn vrouw Alžbeta en Mýtne Ludany wordt onderdeel van het Hongaarse hof in Levice.
In 1395 gaf koning Sigismund van Luxemburg, beter bekend als Keizer Sigismund het kasteel van Levice aan de invloedrijke familie Lévaiov die door deze gebeurtenis ook meteen eigenaren zijn van Mýtne Ludany. Zij regeerden hier tot 1553, in totaal 158 jaar.
In de loop van de Hongaars-Ottomaanse oorlogen in de 16e eeuw, werd het dorp volledig verwoest. Pas na de oorlogen met het Ottomaanse Rijk kwamen de inwoners weer terug.

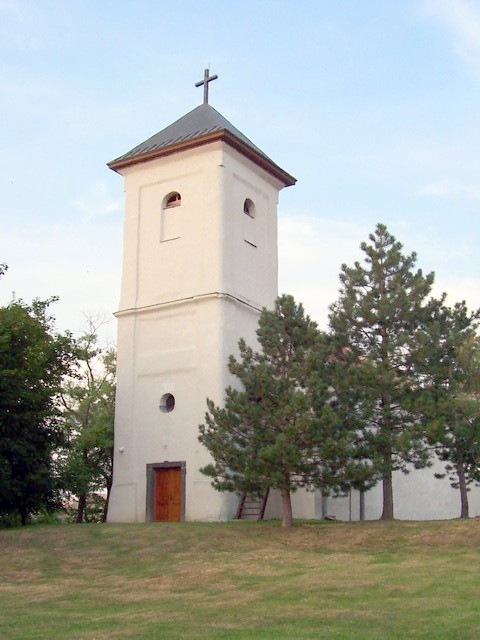
Katholieke kerk van Mýtne Ludany

In 1828 heeft het dorp 604 inwoners en 102 huizen, waarvan de inwoners zich vooral bezighouden met het houden van vee en het verbouwen van gewassen. De eigenaren van de landgoederen zijn de families Esterházi en Schöller.

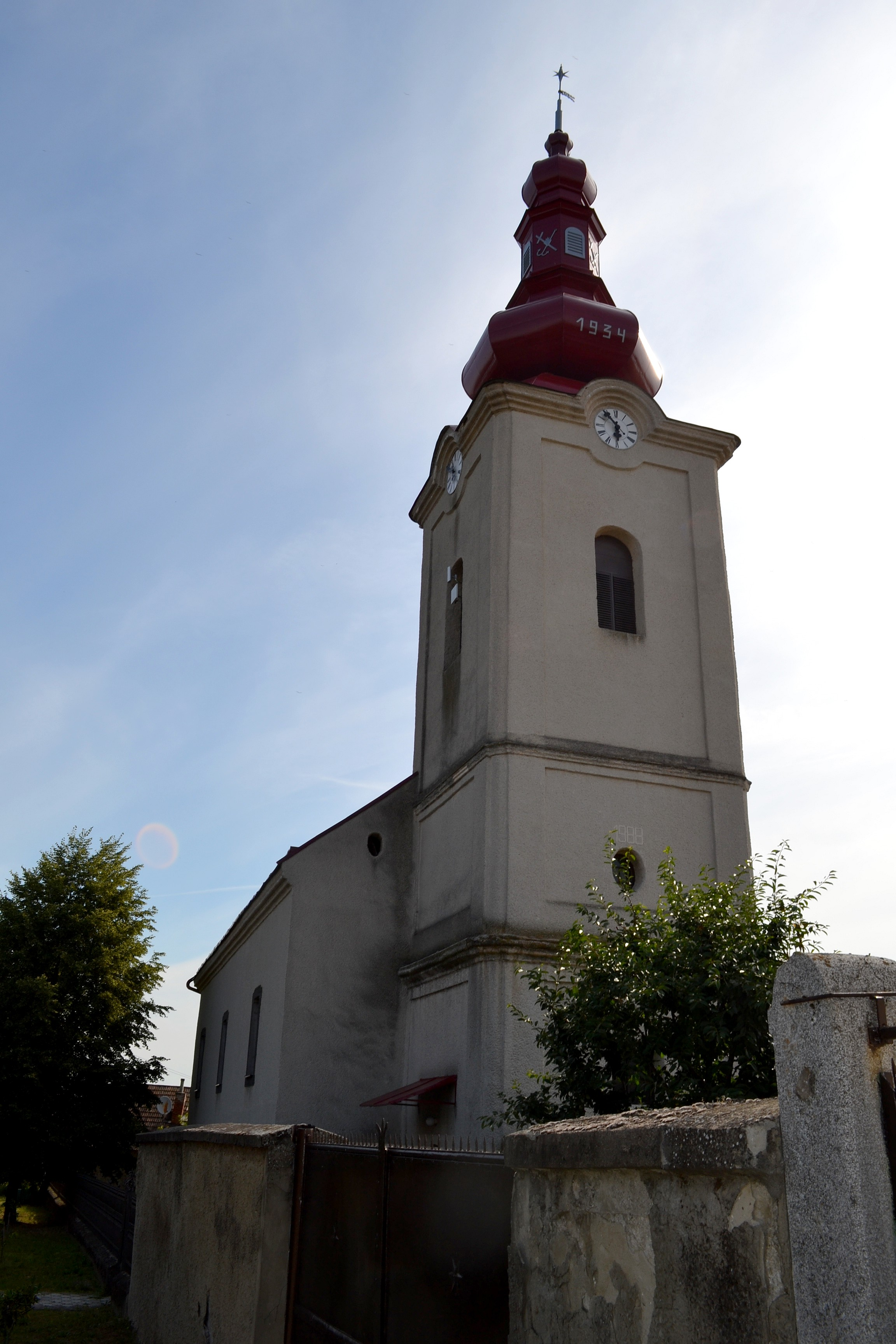
Gereformeerde Kerk van Mýtne Ludany

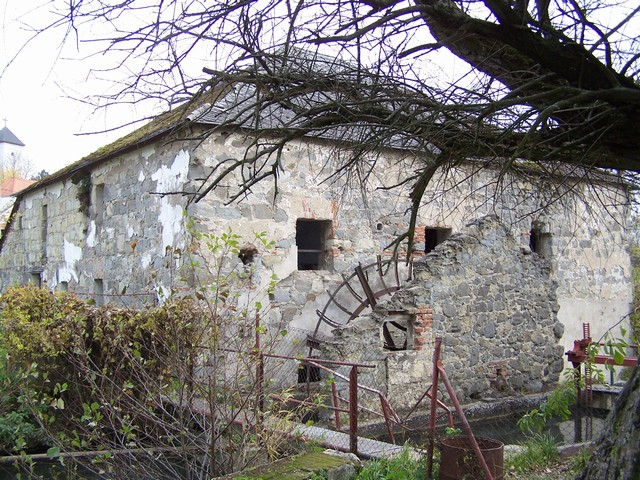
Watermolen uit 1715.

Van 1938 tot 1945 hoort Mýtne Ludany bij het Koninkrijk Hongarije, en in 1947 vond net als in veel andere dorpen in het zuiden van Slowakije de Slowaaks-Hongaarse volksverhuizing plaats.

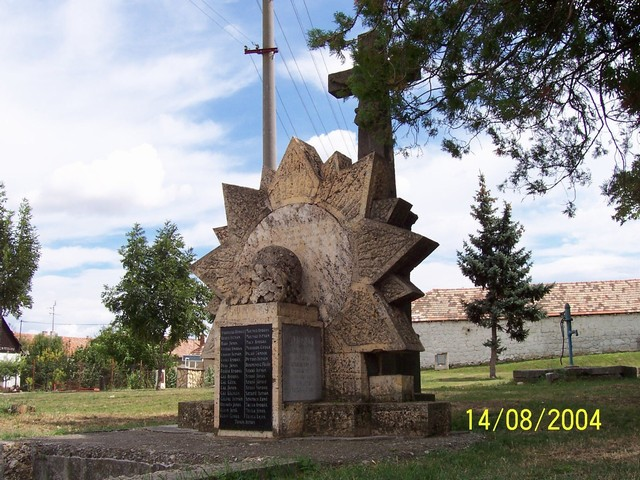
Monument voor de soldaten uit Mýtne Ludany gestorven in de Eerste en Tweede Wereldoorlog.